# Nippon Ichi Software
A Nippon Ichi Software (日本一ソフトウェア; Hepburn: Nippon Ichi Sofutowea) (korábban Prism Kikaku) japán videójáték-fejlesztő és kiadó cég, amely elsősorban a Disgaea sorozat révén ismert.

## Története
A vállalatot 1991 szeptemberében alapították Prism Kikaku néven, Japán Gifu prefektúrájában. 1993. július 12-én a vállalat székhelyét áthelyezték és a céget újra bejegyeztették, ezúttal Nippon Ichi Software név alatt. Azóta a cég nemzetközi vállalattá nőtte ki magát, amely elsősorban modern konzolos videójátékok fejlesztésével és megjelentetésével foglalatoskodik. Az NIS Americát, a Nippon Ichi Software észak-amerikai tevékenységeivel foglalkozó leányvállalatát 2003. december 24-én alapították. A cég székhelye a kaliforniai Santa Anában van, és a Nippon Ichi-játékok lokalizációja, értékesítése és megjelentetése a fő feladata. A NIS America első Észak-Amerikában megjelentett játéka a Phantom Brave volt.
A NIS America az anyacég műveinek nemzetközi, azon belül is az észak-amerikai megjelentetésére jött létre, tekintettel a játékaik egyre növekvő népszerűségére. A leányvállalat megalapítása előtt megjelent NIS-játékokat külsős kiadó lokalizálták és forgalmazták. Ezek közé tartozik Disgaea: Hour of Darkness, melyet az Atlus jelentett meg Észak-Amerikában és a Koei Európában, a La Pucelle, melyet a Mastiff jelentett meg Észak-Amerikában vagy a Rhapsody: A Musical Adventure, melyet szintén az Atlus jelentett meg az észak-amerikai piacon. A kiadó ismert lett az észak-amerikai piacon, az RPGLand weboldal „az év államokbéli kiadója” díját is megnyerte 2009-ben.
A 2008-as és 2009-es években a vállalat pénzügyi eredményei hatalmasat estek. A cég 2009 januári pénzügyi jelentése szerint több, mint 97%-os bevételesést mutatott fel az előző évvel szemben. A cég részvényeinek záróára 36 200 jen volt pénteken a JASDAQ-n. Amikor a piac hétfő reggel kinyílt és a befektetők reagálni kezdtek a vállalat pénzügyi jelentésére, akkor a részvények ára 7 000 jenre estek vissza.
2012-ben a Nippon Ichi Software bekerült a Guinness Rekordok Könyvébe a „legtöbb stratégiai szerepjátékot megjelentető cég” rekordjával.

## Játékai

### A Nippon Ichi Software által fejlesztett és/vagy megjelentett játékok
| Cím                                                                | Platform                                       | Megjelenés           | Fejlesztő                                | JP   | NA   | EU   | AUS  | For.          |
| ------------------------------------------------------------------ | ---------------------------------------------- | -------------------- | ---------------------------------------- | ---- | ---- | ---- | ---- | ------------- |
| Jigsaw Party                                                       | Super Nintendo Entertainment System            | 1994. július 22.     | Prism Kikaku                             | Igen | Igen |      |      |               |
| Jigsaw World                                                       | PlayStation                                    | 1995. február 3.     | Nippon Ichi Software                     | Igen |      |      |      |               |
| The oni taidzsi: Mezasze! Nidaime momotaró                         | PlayStation                                    | 1995. október 13.    | Nippon Ichi Software                     | Igen |      |      |      |               |
| Jigsaw Land: Japan Graffiti                                        | PlayStation                                    | 1996. szeptember 13. | Nippon Ichi Software                     | Igen |      |      |      |               |
| Szórju: Logical madzsong                                           | PlayStation                                    | 1996. december 20.   | Nippon Ichi Software                     | Igen |      |      |      |               |
| Doki doki Shutter Chance                                           | PlayStation                                    | 1997. október 23.    | Nippon Ichi Software                     | Igen |      |      |      |               |
| SatelliTV                                                          | PlayStation                                    | 1998. január 8.      | Nippon Ichi Software                     | Igen |      |      |      |               |
| Cooking Fighter Hao                                                | PlayStation                                    | 1998. május 21.      | Nippon Ichi Software                     | Igen |      |      |      |               |
| Rhapsody: A Musical Adventure                                      | PlayStation                                    | 1998. december 17.   | Nippon Ichi Software                     | Igen | Igen |      |      |               |
| Logic madzsong szórju                                              | PlayStation                                    | 1999. május 5.       | Nippon Ichi Software                     | Igen |      |      |      |               |
| Little Princess: Marl ókoku no ningjó hime 2                       | PlayStation                                    | 1999. november 25.   | Nippon Ichi Software                     | Igen |      |      |      |               |
| Tensi no Present: Marl ókoku monogatari                            | PlayStation 2                                  | 2000. december 21.   | Nippon Ichi Software                     | Igen |      |      |      |               |
| Marl de Jigsaw                                                     | PlayStation 2                                  | 2001. november 15.   | Nippon Ichi Software                     | Igen |      |      |      |               |
| La Pucelle: Tactics                                                | PlayStation 2                                  | 2002. január 31.     | Nippon Ichi Software                     | Igen | Igen | Igen |      |               |
| Jigsaw Madness                                                     | PlayStation                                    | 2002. december 1.    | Nippon Ichi Software                     |      | Igen | Igen |      |               |
| Disgaea: Hour of Darkness                                          | PlayStation 2                                  | 2003. január 30.     | Nippon Ichi Software                     | Igen | Igen | Igen |      |               |
| Marldzsong!!                                                       | PlayStation                                    | 2004. április 23.    | Nippon Ichi Software                     | Igen |      |      |      |               |
| Phantom Brave                                                      | PlayStation 2                                  | 2004. január 22.     | Nippon Ichi Software                     | Igen | Igen | Igen |      |               |
| Hajarigami: Keisicsó kaii dzsiken File                             | PlayStation 2                                  | 2004. augusztus 5.   | Nippon Ichi Software                     | Igen |      |      |      |               |
| Makai Kingdom: Chronicles of the Sacred Tome                       | PlayStation 2                                  | 2005. március 17.    | Nippon Ichi Software                     | Igen | Igen | Igen |      |               |
| Aoi umi no Tristia                                                 | PlayStation 2                                  | 2005. március 25.    | Kogado Studio                            | Igen |      |      |      |               |
| Eien no Aseria: The Spirit of Eternity Sword                       | PlayStation 2                                  | 2005. május 12.      | Xuse                                     | Igen |      |      |      |               |
| Hajarigami Revenge                                                 | PlayStation 2                                  | 2005. július 14.     | Nippon Ichi Software                     | Igen |      |      |      |               |
| Aoi umi no Tristia                                                 | PlayStation 2                                  | 2015. augusztus 11.  | Kogado Studio, Kumasan Team              | Igen |      |      |      |               |
| Raszecu Alternative                                                | PlayStation 2                                  | 2005. október 13.    | Kogado Studio                            | Igen |      |      |      |               |
| Hajarigami Portable: Keisicsó kaii dzsiken                         | PlayStation Portable                           | 2005. december 15.   | Nippon Ichi Software                     | Igen |      |      |      |               |
| Disgaea 2: Cursed Memories                                         | PlayStation 2                                  | 2006. február 23.    | Nippon Ichi Software                     | Igen | Igen | Igen | Igen |               |
| Disgaea: Afternoon of Darkness                                     | PlayStation Portable                           | 2006. november 30.   | Nippon Ichi Software                     | Igen | Igen | Igen | Igen |               |
| Soul Nomad & the World Eaters                                      | PlayStation 2                                  | 2007. február 15.    | Nippon Ichi Software                     | Igen | Igen | Igen |      |               |
| Aoi szora no Neosphere                                             | PlayStation 2                                  | 2007. február 22.    | Kogado Studio                            | Igen |      |      |      |               |
| Amagósi no jakata                                                  | PlayStation 2                                  | 2007. március 8.     | F.O.G.                                   | Igen |      |      |      |               |
| GrimGrimoire                                                       | PlayStation 2                                  | 2007. április 12.    | Nippon Ichi Software, Vanillaware        | Igen | Igen | Igen | Igen |               |
| Dragoneer’s Aria                                                   | PlayStation Portable                           | 2007. augusztus 23.  | Hit Maker                                | Igen | Igen | Igen |      |               |
| Hajarigami 2: Keisicsó kaii dzsiken File                           | PlayStation 2                                  | 2007. november 15.   | Nippon Ichi Software                     | Igen |      |      |      |               |
| Disgaea 3: Absence of Justice                                      | PlayStation 3                                  | 2008. január 31.     | Nippon Ichi Software                     | Igen | Igen | Igen |      |               |
| Tori no hosi: Aerial Planet                                        | PlayStation 2                                  | 2008. február 28.    | NK-System                                | Igen |      |      |      |               |
| Jigsaw World: Daigekitó! Jig-Battle Heroes                         | Nintendo DS                                    | 2008. június 26.     | Nippon Ichi Software                     | Igen |      |      |      |               |
| Disgaea DS                                                         | Nintendo DS                                    | 2008. június 26.     | Nippon Ichi Software                     | Igen | Igen | Igen | Igen |               |
| Infinite Loop                                                      | PlayStation Portable                           | 2008. július 24.     | Nippon Ichi Software                     | Igen |      |      |      |               |
| Hajarigami 2 Portable: Keisicsó kaii dzsiken File                  | PlayStation Portable                           | 2008. augusztus 7.   | Nippon Ichi Software                     | Igen |      |      |      |               |
| Rhapsody: A Musical Adventure                                      | Nintendo DS                                    | 2008. augusztus 7.   | Nippon Ichi Software                     | Igen | Igen | Igen | Igen |               |
| Prinny: Can I Really Be the Hero?                                  | PlayStation Portable                           | 2008. november 20.   | Nippon Ichi Software                     | Igen | Igen | Igen |      |               |
| The Conveni DS: Otona no keiei rjoku Training                      | Nintendo DS                                    | 2008. november 27.   | Hamster Corporation                      | Igen |      |      |      |               |
| Phantom Brave: We Meet Again                                       | Wii                                            | 2009. március 12.    | System Prisma                            | Igen | Igen |      |      |               |
| Muszó tóró                                                         | PlayStation Portable                           | 2009. március 19.    | F.O.G.                                   | Igen |      |      |      |               |
| Disgaea 2: Dark Hero Days                                          | PlayStation Portable                           | 2009. március 26.    | Nippon Ichi Software                     | Igen | Igen | Igen | Igen |               |
| Let’s zenrjoku Hitchhike!!!!!!!!!                                  | Wii                                            | 2009. március 31.    | DropWave                                 | Igen |      |      |      |               |
| A Witch’s Tale                                                     | Nintendo DS                                    | 2009. május 28.      | Hit Maker                                | Igen | Igen |      |      |               |
| Hajarigami DS: Tosi denszecu kaii dzsiken                          | Nintendo DS                                    | 2009. június 11.     | Nippon Ichi Software                     | Igen |      |      |      |               |
| Maruhan pacsinko & pacsi-slot hissó Guide kansú: The Pachinko Hall | Nintendo DS                                    | 2009. június 25.     | Hamster Corporation                      | Igen |      |      |      |               |
| Hajarigami 2 DS: Tosi denszecu kaii dzsiken                        | Nintendo DS                                    | 2009. július 9.      | Nippon Ichi Software                     | Igen |      |      |      |               |
| Hajarigami 3: Keisicsó kaii dzsiken File                           | PlayStation Portable                           | 2009. augusztus 6.   | Nippon Ichi Software                     | Igen |      |      |      |               |
| Amagósi no jakata Portable: Icsijanagi nagomu, szaiso no dzsunan   | PlayStation Portable                           | 2009. szeptember 17. | F.O.G.                                   | Igen |      |      |      |               |
| Trinity Universe                                                   | PlayStation 3                                  | 2009. október 1.     | Gust, Idea Factory, Nippon Ichi Software | Igen | Igen | Igen |      |               |
| Antiphona no szeikahime: Tensi no Score Op.A                       | PlayStation Portable                           | 2009. október 22.    | Nippon Ichi Software                     | Igen |      |      |      |               |
| Disgaea Infinite                                                   | PlayStation Portable                           | 2009. november 1.    | Nippon Ichi Software                     | Igen | Igen | Igen |      |               |
| La Pucelle Ragnarok                                                | PlayStation Portable                           | 2009. november 26.   | Nippon Ichi Software                     | Igen |      |      |      |               |
| Naraku no siro Portable: Icsijanagi nagomu, nidome no dzsunan      | PlayStation Portable                           | 2009. december 16.   | F.O.G.                                   | Igen |      |      |      |               |
| Last Rebellion                                                     | PlayStation 3                                  | 2010. január 28.     | Hit Maker, Nippon Ichi Software          | Igen | Igen | Igen |      |               |
| Cladun: This is an RPG                                             | PlayStation Portable                           | 2010. február 18.    | System Prisma                            | Igen | Igen | Igen |      |               |
| Kóri no haka: Icsijanagi nagomu, szandome no dzsunan               | PlayStation Portable                           | 2010. február 25.    | F.O.G.                                   | Igen |      |      |      |               |
| Z.H.P. Unlosing Ranger VS Darkdeath Evilman                        | PlayStation Portable                           | 2010. március 11.    | Nippon Ichi Software                     | Igen | Igen | Igen |      |               |
| Prinny 2: Dawn of Operation Panties, Dood!                         | PlayStation Portable                           | 2010. március 25.    | Nippon Ichi Software                     | Igen | Igen | Igen |      |               |
| Uta no Prince-szama                                                | PlayStation Portable                           | 2010. június 24.     | Nippon Ichi Software                     | Igen |      |      |      |               |
| Second Novel: Kanodzso no nacu, dzsúgo-bun no kioku                | PlayStation Portable                           | 2010. július 29.     | Text                                     | Igen |      |      |      |               |
| Blue Roses: Jószei to aoi hitomi no szensitacsi                    | PlayStation Portable                           | 2010. szeptember 16. | ApolloSoft                               | Igen |      |      |      |               |
| Phantom Brave: The Hermuda Triangle                                | PlayStation Portable                           | 2010. október 28.    | Nippon Ichi Software                     | Igen | Igen | Igen |      |               |
| Criminal Girls                                                     | PlayStation Portable                           | 2010. november 18.   | Imageepoch                               | Igen |      |      |      |               |
| Uta no Prince-szama: Amazing Aria                                  | PlayStation Portable                           | 2010. december 23.   | Nippon Ichi Software                     | Igen |      |      |      |               |
| Uta no Prince-szama: Sweet Serenade                                | PlayStation Portable                           | 2011. február 10.    | Nippon Ichi Software                     | Igen |      |      |      |               |
| Disgaea 4: A Promise Unforgotten                                   | PlayStation 3                                  | 2011. február 24.    | Nippon Ichi Software                     | Igen | Igen | Igen | Igen |               |
| Cladun X2                                                          | PlayStation Portable                           | 2011. március 24.    | System Prisma                            | Igen | Igen | Igen | Igen |               |
| Mugen makai Disgaea                                                | Android                                        | 2011. május 16.      | GMO Internet                             | Igen |      |      |      |               |
| Bikkuriman kandzsuku haó: Szanmi dóran szenszóki                   | Nintendo 3DS                                   | 2011. július 21.     | Nippon Ichi Software                     | Igen |      |      |      |               |
| Uta no Prince-szama Repeat                                         | PlayStation Portable                           | 2011. augusztus 11.  | Nippon Ichi Software                     | Igen |      |      |      |               |
| Makai Kingdom Portable                                             | PlayStation Portable                           | 2011. október 6.     | Nippon Ichi Software                     | Igen |      |      |      |               |
| Uta no Prince-szama Music                                          | PlayStation Portable                           | 2011. november 24.   | Nippon Ichi Software                     | Igen |      |      |      |               |
| Disgaea 3: Absence of Detention                                    | PlayStation Vita                               | 2011. december 17.   | Nippon Ichi Software                     | Igen | Igen | Igen | Igen |               |
| Web Phantom Brave                                                  | Webböngésző                                    | 2012. március 14.    | Gamania                                  | Igen |      |      |      |               |
| Legasista                                                          | PlayStation 3                                  | 2012. március 15.    | System Prisma                            | Igen | Igen | Igen |      |               |
| Uta no Prince-szama Debut                                          | PlayStation Portable                           | 2012. május 24.      | Nippon Ichi Software                     | Igen |      |      |      |               |
| Cladun X2                                                          | Microsoft Windows                              | 2012. augusztus 14.  | System Prisma                            | Igen | Igen | Igen | Igen |               |
| Tokusu hódóbu                                                      | PlayStation Vita                               | 2012. augusztus 23.  | Nippon Ichi Software                     | Igen |      |      |      | [ 9 ]         |
| Disgaea makai Collection                                           | Android, feature phone                         | 2012. szeptember 24. | Dione Entertainment                      | Igen |      |      |      |               |
| Missing Parts: The Tantei Stories Complete                         | PlayStation Portable                           | 2012. november 29.   | F.O.G.                                   | Igen |      |      |      |               |
| The Guided Fate Paradox                                            | PlayStation 3                                  | 2013. január 24.     | Nippon Ichi Software                     | Igen | Igen | Igen | Igen |               |
| Uta no Prince-szama: All Star                                      | PlayStation Portable                           | 2013. március 7.     | Nippon Ichi Software                     | Igen |      |      |      |               |
| Disgaea D2: A Brighter Darkness                                    | PlayStation 3                                  | 2013. március 20.    | Nippon Ichi Software                     | Igen | Igen | Igen | Igen |               |
| Disgaea Legion Battle                                              | Android                                        | 2013. április 25.    | Nippon Ichi Software                     | Igen |      |      |      | [ 10 ]        |
| Z/X Zillions of Enemy X: Zekkai no Crusade                         | PlayStation 3                                  | 2013. május 23.      | Nippon Ichi Software                     | Igen |      |      |      | [ 11 ]        |
| The Witch and the Hundred Knight                                   | PlayStation 3                                  | 2013. július 25.     | Nippon Ichi Software                     | Igen | Igen | Igen | Igen | [ 12 ] [ 13 ] |
| Uta no Prince-szama Music 2                                        | PlayStation Portable                           | 2013. szeptember 5.  | Nippon Ichi Software                     | Igen |      |      |      |               |
| Battle Princess of Arcadias                                        | PlayStation 3                                  | 2013. július 25.     | Nippon Ichi Software                     | Igen | Igen | Igen | Igen | [ 14 ]        |
| Kamigami no aszobi: Ludere deorum                                  | PlayStation Portable                           | 2013. október 24.    | Nippon Ichi Software                     | Igen |      |      |      |               |
| Criminal Girls: Invite Only                                        | PlayStation Vita                               | 2013. november 28.   | Imageepoch                               | Igen | Igen | Igen | Igen |               |
| Disgaea 4: A Promise Revisited                                     | PlayStation Vita                               | 2014. január 30.     | Nippon Ichi Software                     | Igen | Igen | Igen | Igen |               |
| Harem tengoku da to omottara jandere dzsigoku datta                | PlayStation 3,                                 | 2014. április 24.    | Nippon Ichi Software                     | Igen |      |      |      | [ 15 ]        |
| Hotaru no Nikki: The Firefly Diary                                 | PlayStation Vita                               | 2014. június 19.     | Nippon Ichi Software                     | Igen | Igen | Igen | Igen | [ 16 ]        |
| Sin hajarigami                                                     | PlayStation 3, PlayStation Vita                | 2014. augusztus 7.   | Nippon Ichi Software                     | Igen |      |      |      | [ 17 ]        |
| The Awakened Fate Ultimatum                                        | PlayStation 3                                  | 2014. szeptember 25. | Nippon Ichi Software                     | Igen | Igen | Igen | Igen | [ 18 ]        |
| Óedo Blacksmith                                                    | PlayStation Vita                               | 2014. november 27.   | Nippon Ichi Software                     | Igen |      |      |      | [ 19 ]        |
| Uta no Prince-szama: All Star After Secret                         | PlayStation Portable                           | 2015. február 26.    | Nippon Ichi Software                     | Igen |      |      |      |               |
| Disgaea 5: Alliance of Vengeance                                   | PlayStation 4                                  | 2015. március 26.    | Nippon Ichi Software                     | Igen | Igen | Igen | Igen | [ 20 ]        |
| The Witch and the Hundred Knight Revival                           | PlayStation 4                                  | 2015. szeptember 25. | Nippon Ichi Software                     | Igen | Igen | Igen | Igen |               |
| Yomawari: Night Alone                                              | PlayStation Vita                               | 2015. október 29.    | Nippon Ichi Software                     | Igen | Igen | Igen | Igen | [ 21 ]        |
| Criminal Girls 2                                                   | PlayStation Vita                               | 2015. november 26.   | Nippon Ichi Software                     | Igen | Igen | Igen | Igen | [ 22 ]        |
| Júsa sisu                                                          | PlayStation Vita                               | 2016. február 15.    | Pyramid                                  | Igen |      |      |      | [ 23 ]        |
| Disgaea PC                                                         | Microsoft Windows                              | 2016. február 24.    | Nippon Ichi Software                     | Igen | Igen | Igen | Igen |               |
| A Rose in the Twilight                                             | PlayStation Vita                               | 2016. április 26.    | Nippon Ichi Software                     | Igen | Igen | Igen | Igen | [ 24 ]        |
| Hotaru no Nikki: The Firefly Diary                                 | Microsoft Windows                              | 2016. május 18.      | Nippon Ichi Software                     | Igen | Igen | Igen | Igen |               |
| Cladun Returns: This is Sengoku!                                   | PlayStation Vita                               | 2016. május 26.      | Nippon Ichi Software                     | Igen | Igen | Igen | Igen |               |
| Refrain no csika meikjú to madzso no rjodan                        | PlayStation Vita                               | 2016. június 23.     | Nippon Ichi Software                     | Igen |      |      |      | [ 25 ]        |
| Sin Hajarigami 2                                                   | PlayStation 3, PlayStation 4, PlayStation Vita | 2016. július 7.      | Nippon Ichi Software                     | Igen |      |      |      | [ 26 ]        |
| Phantom Brave PC                                                   | Microsoft Windows                              | 2016. július 25.     | Nippon Ichi Software                     | Igen | Igen | Igen | Igen |               |
| The Longest Five Minutes                                           | PlayStation Vita                               | 2016. július 28.     | Nippon Ichi Software, Syupro-DX          | Igen | Igen | Igen | Igen |               |
| Yomawari: Night Alone                                              | Microsoft Windows                              | 2016. október 25.    | Nippon Ichi Software                     | Igen | Igen | Igen | Igen |               |
| Penny-Punching Princess                                            | PlayStation Vita                               | 2016. november 24.   | Nippon Ichi Software                     | Igen | Igen | Igen | Igen | [ 27 ]        |
| Criminal Girls: Invite Only                                        | Microsoft Windows                              | 2017. január 11.     | Imageepoch                               | Igen | Igen | Igen | Igen | [ 28 ]        |
| Disgaea 2 PC                                                       | Microsoft Windows, macOS, Linux                | 2017. január 30.     | Nippon Ichi Software                     | Igen | Igen | Igen | Igen |               |
| The Witch and the Hundred Knight 2                                 | PlayStation 4                                  | 2017. február 23.    | Nippon Ichi Software                     | Igen |      |      |      |               |
| Disgaea 5 Complete                                                 | Nintendo Switch                                | 2017. március 3.     | Nippon Ichi Software                     | Igen | Igen | Igen | Igen |               |
| A Rose in the Twilight                                             | Microsoft Windows                              | 2017. április 11.    | Nippon Ichi Software                     | Igen | Igen | Igen | Igen |               |
| Cuihó szenkjo                                                      | PlayStation 4, PlayStation Vita                | 2017. április 27.    | Nippon Ichi Software                     | Igen |      |      |      |               |
| Cladun Returns: This is Sengoku!                                   | Microsoft Windows, PlayStation 4               | 2017. június 6.      | Nippon Ichi Software                     | Igen | Igen | Igen | Igen |               |
| Hakoniva Company Works                                             | PlayStation 4                                  | 2017. július 13.     | Nippon Ichi Software                     | Igen |      |      |      | [ 29 ]        |
| Yomawari: Midnight Shadows                                         | PlayStation 4, PlayStation Vita                | 2017. augusztus 24.  | Nippon Ichi Software                     | Igen | Igen | Igen | Igen | [ 30 ]        |
| Ivaihime: Macuri                                                   | PlayStation 4, PlayStation Vita                | 2017. szeptember 7.  | Nippon Ichi Software, Rjúkisi07          | Igen |      |      |      | [ 31 ]        |
| Refrain no csika meikjú to madzso no rjodan                        | PlayStation 4                                  | 2017. szeptember 28. | Nippon Ichi Software                     | Igen |      |      |      | [ 32 ]        |
| Yomawari: Midnight Shadows                                         | Microsoft Windows                              | 2017. október 24.    | Nippon Ichi Software                     | Igen | Igen | Igen | Igen |               |
| The 25th Ward: The Silver Case                                     | PlayStation 4                                  | 2018. március 15.    | Grasshopper Manufacture                  | Igen | Igen | Igen | Igen |               |
| Penny-Punching Princess                                            | Nintendo Switch                                | 2018. március 20.    | Nippon Ichi Software                     | Igen | Igen | Igen | Igen | [ 33 ]        |
| The Longest Five Minutes                                           | Microsoft Windows, Nintendo Switch             | 2018.                | Nippon Ichi Software, Syupro-DX          | Igen | Igen | Igen | Igen | [ 34 ]        |

#### Nippon Ichi Indie Spirits
A Nippon Ichi Software 2016. december 28-án bejelentette a Nippon Ichi Indie Spirits (日本一Indie Spirits) nevű alkiadóját, mely nyugati független fejlesztésű videójátékokat lokalizál a japán piacra. A program 2017. február 9-én, a Nidhogg, a Back to Bed és az Emily Wants to Play megjelenésével indult be. A programban megjelent játékok kizárólag digitális formában, a PlayStation Store-on keresztül érhetőek el.
| Cím                 | Platform                                       | Megjelenés       | Fejlesztő                            |
| ------------------- | ---------------------------------------------- | ---------------- | ------------------------------------ |
| Nidhogg             | PlayStation 4, PlayStation Vita                | 2017. február 9. | Messhof                              |
| Back to Bed         | PlayStation 3, PlayStation 4, PlayStation Vita | 2017. február 9. | Bedtime Digital Games                |
| Emily Wants to Play | PlayStation 4                                  | 2017. február 9. | Shawn Hitchcock                      |
| The Sexy Brutale    | PlayStation 4                                  | 2017. június 8.  | Cavalier Game Studios, Tequila Works |
| So Many Me          | PlayStation 4                                  | 2017. július 20. | Extend Studio                        |
| Nidhogg 2           | PlayStation 4                                  | 2017. október    | Messhof                              |

### Az NIS America által megjelentett játékok
| Cím                                                       | Platform                                           | Megjelenés           | Fejlesztő(k)                             | NA   | EU   |
| --------------------------------------------------------- | -------------------------------------------------- | -------------------- | ---------------------------------------- | ---- | ---- |
| Atelier Iris: Eternal Mana                                | PlayStation 2                                      | 2005. június 28.     | Gust                                     | Igen | Igen |
| Generation of Chaos                                       | PlayStation Portable                               | 2006. február 28.    | Idea Factory                             | Igen | Igen |
| Atelier Iris 2: The Azoth of Destiny                      | PlayStation 2                                      | 2006. április 25.    | Gust                                     | Igen | Igen |
| Blade Dancer: Lineage of Light                            | PlayStation Portable                               | 2006. július 18.     | SCE Japan Studio, Hit Maker              | Igen | Igen |
| Spectral Souls: Resurrection of the Ethereal Empires      | PlayStation Portable                               | 2006. szeptember 26. | Idea Factory                             | Igen |      |
| Ar tonelico: Melody of Elemia                             | PlayStation 2                                      | 2007. február 7.     | Gust                                     | Igen |      |
| Aedis Eclipse: Generation of Chaos                        | PlayStation Portable                               | 2007. május 24.      | Idea Factory                             | Igen |      |
| Atelier Iris 3: Grand Phantasm                            | PlayStation 2                                      | 2007. május 29.      | Gust                                     | Igen | Igen |
| Mana Khemia: Alchemists of Al-Revis                       | PlayStation 2                                      | 2008. március 31.    | Gust                                     | Igen | Igen |
| Ar tonelico II: Melody of Metafalica                      | PlayStation 2                                      | 2009. január 20.     | Gust                                     | Igen | Igen |
| Mana Khemia: Student Alliance                             | PlayStation Portable                               | 2009. március 10.    | Gust                                     | Igen | Igen |
| Puchi Puchi Virus                                         | Nintendo DS                                        | 2009. május 19.      | KeysFactory                              | Igen |      |
| Cross Edge                                                | PlayStation 3                                      | 2009. május 26.      | Idea Factory                             | Igen | Igen |
| What Did I Do to Deserve This, My Lord?                   | PlayStation Portable                               | 2009. július 16.     | Acquire                                  | Igen | Igen |
| Mana Khemia 2: Fall of Alchemy                            | PlayStation 2                                      | 2009. augusztus 25.  | Gust                                     | Igen |      |
| Atelier Annie: Alchemists of Sera Island                  | Nintendo DS                                        | 2009. október 27.    | Gust                                     | Igen |      |
| Sakura Wars: So Long, My Love                             | PlayStation 2, Wii                                 | 2010. március 30.    | Sega, Idea Factory                       | Igen | Igen |
| What Did I Do To Deserve This, My Lord? 2                 | PlayStation Portable                               | 2010. május 4.       | Acquire                                  | Igen | Igen |
| Viral Survival                                            | Wii                                                | 2010. május 4.       | Peakvox                                  | Igen | Igen |
| Trinity Universe                                          | PlayStation 3                                      | 2010. június 29.     | Nippon Ichi Software, Idea Factory, Gust | Igen | Igen |
| Atelier Rorona: The Alchemist of Arland                   | PlayStation 3                                      | 2010. szeptember 28. | Gust                                     | Igen | Igen |
| Hyperdimension Neptunia                                   | PlayStation 3                                      | 2011. február 15.    | Compile Heart, Idea Factory              | Igen | Igen |
| Ar tonelico Qoga: Knell of Ar Ciel                        | PlayStation 3                                      | 2011. március 15.    | Gust, Banpresto                          | Igen | Igen |
| Bleach: Soul Resurrección                                 | PlayStation 3                                      | 2011. augusztus 2.   | SCE Japan Studio                         | Igen | Igen |
| Atelier Totori: The Adventurer of Arland                  | PlayStation 3                                      | 2011. szeptember 27. | Gust                                     | Igen | Igen |
| Cave Story 3D                                             | Nintendo 3DS                                       | 2011. november 8.    | Nicalis                                  | Igen | Igen |
| Hyperdimension Neptunia Mk2                               | PlayStation 3                                      | 2012. február 28.    | Idea Factory, Compile Heart              | Igen | Igen |
| Atelier Meruru: The Apprentice of Arland                  | PlayStation 3                                      | 2012. május 29.      | Gust                                     | Igen | Igen |
| Way of the Samurai 4                                      | PlayStation 3                                      | 2012. október 5.     | Acquire                                  |      | Igen |
| Mugen Souls                                               | PlayStation 3                                      | 2012. október 16.    | Compile Heart                            | Igen | Igen |
| Clan of Champions                                         | PlayStation 3, Microsoft Windows                   | 2012. október 30.    | Acquire                                  | Igen | Igen |
| Generation of Chaos: Pandora’s Reflection                 | PlayStation Portable                               | 2013. február 19.    | Sting Entertainment, Idea Factory        | Igen | Igen |
| Persona 4: Golden                                         | PlayStation Vita                                   | 2013. február 22.    | Atlus                                    |      | Igen |
| Hyperdimension Neptunia Victory                           | PlayStation 3                                      | 2013. március 21.    | Compile Heart, Idea Factory              | Igen | Igen |
| Black Rock Shooter: The Game                              | PlayStation Portable                               | 2013. április 23.    | Imageepoch                               | Igen | Igen |
| Time and Eternity                                         | PlayStation 3                                      | 2013. július 16.     | Imageepoch                               | Igen | Igen |
| Etrian Odyssey IV: Legends of the Titan                   | Nintendo 3DS                                       | 2013. augusztus 30.  | Atlus                                    |      | Igen |
| Shin Megami Tensei: Devil Summoner: Soul Hackers          | Nintendo 3DS                                       | 2013. szeptember 20. | Atlus                                    |      | Igen |
| Dragon’s Crown                                            | PlayStation 3, PlayStation Vita                    | 2013. október 11.    | Vanillaware                              |      | Igen |
| Danganronpa: Trigger Happy Havoc                          | PlayStation Vita                                   | 2014. február 14.    | Spike Chunsoft                           | Igen | Igen |
| Ys: Memories of Celceta                                   | PlayStation Vita                                   | 2014. február 21.    | Nihon Falcom                             |      | Igen |
| Demon Gaze                                                | PlayStation Vita                                   | 2014. április 22.    | Experience Inc.                          | Igen | Igen |
| Etrian Odyssey Untold: The Millennium Girl                | Nintendo 3DS                                       | 2014. április 25.    | Atlus                                    |      | Igen |
| Mugen Souls Z                                             | PlayStation 3                                      | 2014. május 20.      | Compile Heart                            | Igen | Igen |
| Hyperdimension Neptunia: Producing Perfection             | PlayStation Vita                                   | 2014. június 3.      | Tamsoft                                  | Igen | Igen |
| Danganronpa 2: Goodbye Despair                            | PlayStation Vita                                   | 2014. szeptember 2.  | Spike Chunsoft                           | Igen | Igen |
| Fairy Fencer F                                            | PlayStation 3                                      | 2014. szeptember 16. | Compile Heart                            | Igen | Igen |
| Natural Doctrine                                          | PlayStation 3, PlayStation 4, PlayStation Vita     | 2014. szeptember 30. | Kadokawa Games                           | Igen | Igen |
| Akiba’s Trip: Undead & Undressed                          | PlayStation 3, PlayStation 4, PlayStation Vita     | 2014. október 10.    | Acquire                                  |      | Igen |
| Tears to Tiara II: Heir of the Overlord                   | PlayStation 3                                      | 2014. november 11.   | Aquaplus                                 |      | Igen |
| Arcana Heart 3: Love Max!!!!!                             | PlayStation 3, PlayStation Vita                    | 2014. november 21.   | Examu                                    |      | Igen |
| Persona Q: Shadow of the Labyrinth                        | Nintendo 3DS                                       | 2014. november 28.   | Atlus                                    |      | Igen |
| Under Night In-Birth Exe:Late                             | PlayStation 3                                      | 2015. február 27.    | Ecole Software, French Bread             |      | Igen |
| Tokyo Twilight Ghost Hunters                              | PlayStation 3, PlayStation Vita                    | 2015. március 13.    | Toybox                                   |      | Igen |
| Operation Abyss: New Tokyo Legacy                         | PlayStation Vita                                   | 2015. június 9.      | Experience Inc.                          | Igen | Igen |
| Lost Dimension                                            | PlayStation 3, PlayStation Vita                    | 2015. augusztus 28.  | Lancarse                                 |      | Igen |
| Onechanbara Z2: Chaos                                     | PlayStation 4                                      | 2015. augusztus 28.  | Tamsoft                                  |      | Igen |
| Danganronpa Another Episode: Ultra Despair Girls          | PlayStation Vita                                   | 2015. szeptember 1.  | Spike Chunsoft                           | Igen | Igen |
| Etrian Mystery Dungeon                                    | Nintendo 3DS                                       | 2015. szeptember 11. | Atlus, Spike Chunsoft                    |      | Igen |
| Dungeon Travelers 2: The Royal Library & the Monster Seal | PlayStation Vita                                   | 2015. október 16.    | Sting Entertainment                      |      | Igen |
| Devil Survivor 2: Record Breaker                          | Nintendo 3DS                                       | 2015. október 30.    | Atlus                                    |      | Igen |
| Persona 4: Dancing All Night                              | PlayStation Vita                                   | 2015. november 6.    | Atlus                                    |      | Igen |
| Rodea the Sky Soldier                                     | Nintendo 3DS, Wii U, Wii                           | 2015. november 10.   | Prope                                    | Igen | Igen |
| The Legend of Heroes: Trails of Cold Steel                | PlayStation 3, PlayStation Vita                    | 2016. január 29.     | Nihon Falcom                             |      | Igen |
| The Legend of Legacy                                      | Nintendo 3DS                                       | 2016. február 5.     | FuRyu                                    |      | Igen |
| Etrian Odyssey Untold 2: The Fafnir Knight                | Nintendo 3DS                                       | 2016. február 12.    | Atlus                                    |      | Igen |
| Stella Glow                                               | Nintendo 3DS                                       | 2016. március 11.    | Imageepoch                               |      | Igen |
| République                                                | PlayStation 4                                      | 2016. március 25.    | Camouflaj, Logan Games, Darkwind Media   |      | Igen |
| Stranger of Sword City                                    | PlayStation Vita                                   | 2016. április 26.    | Experience Inc.                          | Igen | Igen |
| Grand Kingdom                                             | PlayStation 4, PlayStation Vita                    | 2016. június 17.     | Monochrome Corporation                   | Igen | Igen |
| Odin Sphere: Leifthrasir                                  | PlayStation 3, PlayStation 4, PlayStation Vita     | 2016. június 24.     | Atlus                                    |      | Igen |
| Touhou Genso Rondo: Bullet Ballet                         | PlayStation 4                                      | 2016. szeptember 6.  | Cubetype                                 | Igen | Igen |
| Psycho-Pass: Mandatory Happiness                          | Microsoft Windows, PlayStation 4, PlayStation Vita | 2016. szeptember 13. | 5pb.                                     | Igen | Igen |
| Tokyo Twilight Ghost Hunters Daybreak: Special Gigs       | PlayStation 4, PlayStation Vita, PlayStation 3     | 2016. október 21.    | Toybox                                   |      | Igen |
| The Legend of Heroes: Trails of Cold Steel II             | PlayStation 3, PlayStation Vita                    | 2016. november 11.   | Nihon Falcom                             |      | Igen |
| Danganronpa 1–2 Reload                                    | PlayStation 4                                      | 2017. március 21.    | Spike Chunsoft                           | Igen | Igen |
| Touhou Genso Wanderer                                     | PlayStation 4, PlayStation Vita                    | 2017. március 21.    | Aqua Style                               | Igen | Igen |
| Touhou Double Focus                                       | PlayStation 4, PlayStation Vita                    | 2017. március 21.    | Aqua Style                               | Igen | Igen |
| The Silver Case                                           | PlayStation 4                                      | 2017. április 18.    | Grasshopper Manufacture                  | Igen | Igen |
| Birthdays the Beginning                                   | Microsoft Windows, PlayStation 4                   | 2017. május 09.      | Toybox                                   | Igen | Igen |
| Operation Babel: New Tokyo Legacy                         | Microsoft Windows, PlayStation Vita                | 2017. május 16.      | Experience Inc.                          | Igen | Igen |
| God Wars: Future Past                                     | PlayStation 4, PlayStation Vita                    | 2017. június 16.     | Kadokawa Games                           | Igen | Igen |
| Danganronpa Another Episode: Ultra Despair Girls          | Microsoft Windows, PlayStation 4                   | 2017. június 23.     | Spike Chunsoft                           | Igen | Igen |
| RPG Maker Fes                                             | Nintendo 3DS                                       | 2017. június 23.     | Kadokawa Games                           | Igen | Igen |
| Ys VIII: Lacrimosa of Dana                                | Microsoft Windows, PlayStation 4, PlayStation Vita | 2017. szeptember 12. | Nihon Falcom                             | Igen | Igen |
| Danganronpa V3: Killing Harmony                           | Microsoft Windows, PlayStation 4, PlayStation Vita | 2017. szeptember 26. | Spike Chunsoft                           | Igen | Igen |
| Culdcept Revolt                                           | Nintendo 3DS                                       | 2017. október 3.     | OmiyaSoft                                | Igen | Igen |
| Touhou Kobuto V: Burst Battle                             | Nintendo Switch, PlayStation 4, PlayStation Vita   | 2017. október 10.    | Cubetype                                 | Igen | Igen |
| Demon Gaze II                                             | PlayStation 4, PlayStation Vita                    | 2017. november 14.   | Experience Inc.                          | Igen | Igen |
| Tokyo Tattoo Girls                                        | Microsoft Windows, PlayStation Vita                | 2017-11-14           | Sushi Typhoon Games                      | Igen | Igen |
| The Lost Child                                            | PlayStation 4, PlayStation Vita                    | 2018.                | Crim, Kadokawa Games                     | Igen | Igen |

### Törölt játékok
- Makai Wars (fejlesztő) - PS3, PSP

## Egyéb média

### Animék
- Makai szenki Disgaea
- Eien no Aseria
- Pandora Hearts

#### Észak-amerikai kiadások[36][37]
- Ano hi mita hana no namae vo bokutacsi va mada siranai
- Arakava Under the Bridge
- Brave 10
- Uszagi Drop
- Cardcaptor Sakura
- Kitakubu kacudó kiroku
- Dansi kókószei no nicsidzsó
- Denpa onna to szeisun otoko
- Dororon Enma-kun (2011-es sorozat)
- Fusze teppó muszume no torimonocsó
- Gensiken nidaime
- Hanaszaku Iroha
- Szarai-ja gojó
- Kanodzso ga Flag vo oraretara
- Katanagatari
- Kimi ni todoke
- Love Live!
- Nagi no aszukara
- Nacume júdzsin-csó
- Nekogami jaojorozu
- Haijore! Nyaruko-szan
- Otome jókai zakuro
- Pandora Hearts
- Persona: Trinity Soul
- Szeikimacu Occult Gakuin
- Vagaja no oinari-sztama
- Toradora!
- Toaru hikúsi e no koiuta
- Toaru hikúsi e no cuioku
- Umineko no naku koro ni
- Wagnaria!!
- JuruJuri

### Játékok és figurák
- A NIS America a játékaikhoz kapcsolódó játékokat és figurákat is forgalmaz.